# Un mandarino per Teo (commedia musicale)
Un mandarino per Teo è una commedia musicale in due atti del 1960 di Garinei e Giovannini; la commedia andò in scena per la prima volta al Teatro Sistina di Roma. 
Assistente alla regia Lina Wertmuller
La vicenda è ispirata dal racconto Il mandarino (1880) di Eça de Queiroz.

## Trama
Un giovane squattrinato, Teo Brosci, sfrutta l’opportunità offertagli da due signori di diventare ricco facilmente: premendo un campanello potrà causare la morte istantanea di un mandarino cinese, a lui del tutto sconosciuto, ma dal quale potrà ereditare contestualmente la somma esorbitante di un miliardo di lire.

## Canzoni
Tra i brani musicali presenti nella commedia, composti da Gorni Kramer, i più noti sono Soldi, soldi, soldi e M'ha baciato.

## Versione televisiva
La commedia è stata proposta sul piccolo schermo in una versione curata da Pietro Garinei e Sandro Giovannini. Questa versione televisiva, andata in onda in due puntate nel 1971, è interpretata da Gino Bramieri, Arnoldo Foà, Ave Ninchi, Milva, Toni Ucci e Carlo delle Piane.